# Sulawesi-Weichratte
Die Sulawesi-Weichratte (Eropeplus canus) ist eine Nagetierart aus der Gruppe der Altweltmäuse (Murinae). 
Sulawesi-Weichratten erreichen eine Kopfrumpflänge von 20 bis 24 Zentimetern, hinzu kommt ein 21 bis 31 Zentimeter langer Schwanz. Das namensgebende weiche, lange Fell ist bis zu 45 Millimeter lang, es ist an der Oberseite graubraun und an der Unterseite hellgrau gefärbt.
Diese Nagetiere sind auf der indonesischen Insel Sulawesi endemisch, wo sie gebirgige Regionen im Mittelteil bewohnen. Ihr Lebensraum sind Regenwälder in 1800 bis 2300 Metern Seehöhe. Vermutlich halten sie sich meist am Boden auf und ernähren sich von grünen Pflanzenteilen.
Es gibt nur sehr wenige Sichtungen der Sulawesi-Weichratte, insgesamt könnte die Art aber häufiger sein als durch die wenigen Funde angedeutet. Die IUCN listet sie als „gefährdet“ (vulnerable).
Systematisch wird die Art innerhalb der Altweltmäuse in die Pithecheir-Gruppe eingeordnet.